# Gunung Buluh
Gunung Buluh är ett berg i Indonesien.   Det ligger i provinsen Aceh, i den västra delen av landet, 1 500 km nordväst om huvudstaden Jakarta. Toppen på Gunung Buluh är 895 meter över havet, eller 75 meter över den omgivande terrängen. Bredden vid basen är 0,67 km.
Terrängen runt Gunung Buluh är kuperad österut, men västerut är den bergig. Runt Gunung Buluh är det ganska tätbefolkat, med 54 invånare per kvadratkilometer. I omgivningarna runt Gunung Buluh växer i huvudsak städsegrön lövskog.